# Arnaldo Jabor
Arnaldo Jabor   (Rio de Janeiro, 12 de desembre de 1940 - São Paulo, 15 de febrer de 2022) va ser un guionista, director, productor de cinema, editor, actor i compositor brasiler.

## Biografia
Arnaldo Jabor és d'ascendència libanesa i identificat com a ateu.
Inicialment associat al moviment Cinema novo amb el seu primer llargmetratge Pindorama (1970), Arnaldo Jabor va dirigir nou pel·lícules entre 1965 i 1990. La seva pel·lícula de 1973 Toda Nudez Será Castigada va guanyar l'Os de Plata al 23è Festival Internacional de Cinema de Berlín. A la dècada del 1980 va aconseguir un èxit de crítica i comercial amb els seus drames romàntics psicològics eròtics Eu Te Amo (1981) i Eu Sei Que Vou Te Amar (1986), aquest últim va obtenir una nominació a la Palma d'Or al 39è Festival de Cannes, a més de guanyar el premi a la millor actriu (Fernanda Torres, ex aequo amb Barbara Sukowa).
Al final de la seva carrera com a cineasta, va considerar la seva comèdia satírica Tudo Bem (1978) la seva millor pel·lícula.
Jabor va morir a São Paulo el 15 de febrer de 2022 amb 81 anys.

## Filmografia

### Com a director i guionista
- 1967: A Opinião Pública (documental)
- 1967: O Circo (curt documental)
- 1970: Pindorama
- 1973: Tota Nudez Será Castigada
- 1976: O Casamento
- 1978: Tudo Bem
- 1981: Eu Te Amo
- 1986: Eu Sei que Vou Te Amar
- 1990: Carnaval (curt)
- 2010: Suprema Felicidade

### Com a productor
- 1967: A Opinião Pública
- 1970: Pindorama
- 1973: Toda Nudez Será Castigada
- 1978: Tudo Bem
- 1986: Eu Sei Que Vou Te Amar

### com a editor
- 1967: A Opinião Pública
- 1970: Pindorama

### com a actor
- 1966: A Grande Cidade de Carlos Diegues
- 1967: Garota de Ipanema de Leon Hirszman: interpret

### Com a compositor
- 2003: Celebridade (sèrie de televisió)

### Premis
- 1973: Os de Plata a la Berlinale 1973: Toda Nudez Será Castigada